# Gendron et Compagnie
Gendron et Compagnie war ein französischer Hersteller von Automobilen.

## Unternehmensgeschichte
Marcel Gendron gründete in den 1910er Jahren das Unternehmen. Marcel Michelot war kaufmännischer Direktor. Der Firmensitz war an der Rue Guersant 38 in Paris. Ziel war die Produktion von Teilen für Automobile wie Getrieben, Hinterachsen und Lenksäulen. 1922 kam der Automobilbau dazu. Der Markenname lautete GM, kurz für Gendron und Michelot. Zwei Quellen geben an, dass auch Gendron als Markenname verwendet wurde. 1928 endete die Produktion.

## Fahrzeuge
1922 entstanden lediglich Prototypen. Für den Antrieb sorgte ein Vierzylindermotor von Janvier mit T-Kopf. Der Hubraum betrug wahlweise 2815 cm³ oder 3620 cm³.
1924 begann die Serienproduktion. Erstes Modell war der GC 1. Ein Einbaumotor von CIME trieb das Fahrzeug und alle folgenden Serienmodelle an. Der Hubraum betrug 1098 cm³. Das Getriebe verfügte über drei Gänge. Zur Wahl standen Tourenwagen und Limousinen. Ab 1927 waren Vierganggetriebe lieferbar.
Der GC 2 entstand nur 1925. Hier sorgte ein Motor mit OHC-Ventilsteuerung und 1494 cm³ Hubraum für den Antrieb. Gegenüber dem GC 1 war der Radstand verlängert worden.
Der GC 6, auch GM Six genannt, erschien 1927 und wurde auf dem Pariser Automobilsalon präsentiert. Ein Sechszylindermotor mit seitlichen Ventilen und 1215 cm³ Hubraum trieb das Fahrzeug an.
1928 löste der GC 3 den GC 1 ab. Der Motor verfügte nun über 1203 cm³ Hubraum.
Vier GM-Automobile sollen noch existieren: zwei, darunter ein GC 2, im Musée Automobile de la Sarthe in Le Mans, eine Limousine in der Schweiz und ein Cabriolet in Deutschland.

## Autorennen
Einige der Wagen nahmen auch an Autorennen wie den 24-Stunden-Rennen von Le Mans teil. Beim Rennen des Jahres 1925 in Le Mans ging Marcel Gendron selbst, mit dem berühmten Flugpionier und Testpiloten Lucien Bossoutrot als Kopilot, mit einem GC 2 in der Klasse 1.5 an den Start, schied aber nach 36 Runden aus. Der zweite GC 2, mit Marcel Michelot und Adrien Drancé, schaffte 101 Runden und wurde 15. Zum 24-Stunden-Rennen von 1927 hatten Gendron und Michelot wieder zwei Wagen gemeldet, aber Michelot verunglückte eine Woche vor dem Start beim Testfahren tödlich, woraufhin Gendron seine eigene Meldung zurückzog.